# گربه‌ماهی‌واران تندابه
گربه‌ماهی‌واران تندابه (نام علمی: Sisoroidea) نام یک بالاخانواده از راسته گربه‌ماهی‌سانان است.